# Estádio José Américo de Almeida Filho
Het Estádio José Américo de Almeida Filho, beter bekend onder de naam Almeidão, is een voetbalstadion in João Pessoa in de staat Paraíba. 

## Geschiedenis
Het stadion werd geopend op 9 maart 1975 toen de club Botafogo speelde tegen de naamgenoot Botafogo FR uit Rio de Janeiro. Het stadion werd vernoemd naar José Américo de Almeida Filho, een speler van Botafogo. Het toeschouwersrecord dateert uit 1998 toen Botafogo Campinense versloeg voor 44.268 supporters. 